# Динамика флуида
У физици, динамика флуида је област механике флуида која се бави протоком флуида. Она је природна наука флуида (течности и гасова) у кретању. Она има више подобласти, као што су аеродинамика (студија ваздуха и других гасова у кретању) и хидродинамика (студија течности у кретању). Динамика флуида има широк опсег примена, укључујући прорачун сила и момената на авиону, утврђивање брзине протока масе нафте кроз цевовод, предвиђање временских прилика, разумевање небула у међузвезданом простору, као и моделовање детонација фисионог оружја. Неки од њених принципа се чак користе и у саобраћајном инжењерству, при чему се саобраћај третира као континуално поље. 
У механици чврстих тела изучава се кретање целог тела у односу на референтни систем. Код померања флуида делови флуида се крећу једни у односу на друге. 
Пре двадесетог века, хидродинамика је била синонимна са динамиком флуида. То се још увек одражава у називима неких тема динамике флуида, like магнетохидродинамика и хидродинамичка стабилност, обе од којих се исто тако могу применити на гасове.

## Једначине
Основни аксиоми динамике флуида су закони одржања, конкретно, очување масе, очување линеарног момента и очување енергије (такође познато као Први закон термодинамике). Они су засновани на класичној механици и модификовани су у квантној механици и општој релативности. Они су изражени помоћу Рејнолдсове транспортне теореме.
Поред наведеног, претпоставља се да се флуиди придржавају претпоставке континуума. Течности се састоје од молекула који се сударају једни са другима и чврстим предметима. Међутим, претпоставка континуума претпоставља да су флуиди континуирани, а не дискретни. Сходно томе, претпоставља се да су својства као што су густина, притисак, температура и брзина струјања добро дефинисана у бесконачно малим тачкама у простору и да се континуирано разликују од једне тачке до друге. Чињеница да се течност састоји од дискретних молекула се занемарује.
За течности које су довољно густе да буду континуум, не садрже јонизоване врсте и имају брзине протока које су мале у односу на брзину светлости, једначине момента за Њутнове флуиде су Навиер–Стокесове једначине – што је нелинеарни скуп диференцијалних једначина који описује струјање флуида чији напон линеарно зависи од градијената брзине струјања и притиска. Непоједностављене једначине немају опште решење затвореног облика, те се првенствено користе у рачунарској динамици флуида. Једначине се могу поједноставити на неколико начина, што их чини лакшим за решавање. Нека од поједностављења омогућавају да се неки једноставни проблеми динамике флуида решавају у затвореном облику.
Поред једначина за очување масе, импулса и енергије, потребна је термодинамичка једначина стања која даје притисак као функцију других термодинамичких варијабли да би се проблем у потпуности описао. Пример овога би била једначина стања идеалног гаса:
{\displaystyle p={\frac {\rho R_{u}T}{M}}}
где је p притисак, ρ је густина, а T је апсолутна температура, док је Ru гасна константа, а M моларна маса за одређени гас. Конститутивни однос такође може бити користан.

### Закони очувања
Три закона одржања се користе за решавање проблема динамике флуида, и могу се написати у интегралном или диференцијалном облику. Закони очувања могу се применити на област тока која се назива контролна запремина. Контролна запремина је дискретна запремина у простору кроз који се претпоставља да тече флуид. Интегралне формулације закона одржања користе се за описивање промене масе, импулса или енергије унутар контролне запремине. Диференцијалне формулације закона одржања примењују Стоксову теорему да би се добио израз који се може тумачити као интегрални облик закона примењеног на бесконачно малу запремину (у тачки) унутар тока.

Континуитет масе (очување масе) Брзина промене масе флуида унутар контролне запремине мора бити једнака нето стопи протока течности у запремину. Физички, ова изјава захтева да се маса не ствара нити уништава у контролној запремини, и да се може превести у интегрални облик једначине континуитета:
{\displaystyle {\frac {\partial }{\partial t}}\iiint _{V}\rho \,dV=-\,{}} {\displaystyle {\scriptstyle S}}{\displaystyle {}\,\rho \mathbf {u} \cdot d\mathbf {S} }
Горе, ρ је густина течности, u је вектор брзине протока, а t је време. Лева страна горњег израза је брзина повећања масе унутар запремине и садржи троструки интеграл над контролном запремином, док десна страна садржи интеграцију преко површине контролне запремине масе конвектоване у систем. Проток масе у систем се сматра позитивним, а пошто је вектор нормале према површини супротан смеру протока у систем, термин се негира. Диференцијални облик једначине континуитета је, према теореми дивергенције:
{\displaystyle \ {\frac {\partial \rho }{\partial t}}+\nabla \cdot (\rho \mathbf {u} )=0}
Очување момента
 Њутнов други закон кретања примењен на контролну запремину је изјава да ће свака промена момента флуида унутар те контролне запремине бити последица нето протока момента у запремини и дејства спољашњих сила које делују на флуида унутар те запремине.
{\displaystyle {\frac {\partial }{\partial t}}\iiint _{\scriptstyle V}\rho \mathbf {u} \,dV=-\,{}} {\displaystyle _{\scriptstyle S}} {\displaystyle (\rho \mathbf {u} \cdot d\mathbf {S} )\mathbf {u} -{}} {\displaystyle {\scriptstyle S}}{\displaystyle {}\,p\,d\mathbf {S} } {\displaystyle \displaystyle {}+\iiint _{\scriptstyle V}\rho \mathbf {f} _{\text{body}}\,dV+\mathbf {F} _{\text{surf}}}
У горњој интегралној формулацији ове једначине, појам са леве стране је нето промена количине кретања унутар запремине. Први члан са десне стране је нето стопа по којој се момент конвектира у запремину. Други члан десно је сила услед притиска на површине запремине. Прва два члана са десне стране су негирана пошто се моменат који улази у систем сматра позитивним, а нормала је супротна смеру брзине u и сила притиска. Трећи члан са десне стране је нето убрзање масе унутар запремине услед било које телесне силе (овде представљено са fbody). Површинске силе, као што су вискозне силе, представљене су са Fsurf, нето силом услед сила смицања које делују на запреминску површину. Баланс момента се такође може написати за покретну контролну запремину.
Следи диференцијални облик једначине одржања момента. Овде је запремина смањена на бесконачно малу тачку, а површинске и телесне силе се узимају у обзир у једној укупној сили, F. На пример, F се може проширити у израз за силе трења и гравитационе силе које делују у тачки у току.
{\displaystyle \ {\frac {D\mathbf {u} }{Dt}}=\mathbf {F} -{\frac {\nabla p}{\rho }}}

У аеродинамици се претпоставља да је ваздух Њутновски флуид, што поставља линеарну везу између напона смицања (због сила унутрашњег трења) и брзине деформације флуида. Горња једначина је векторска једначина у тродимензионалном току, али се може изразити као три скаларне једначине у три координатна правца. Једначине одржања момента за компресибилно, вискозно течење се називају Навије-Стоксовим једначинама.
Очување енергије
 Иако се енергија може претворити из једног облика у други, укупна енергија у затвореном систему остаје константна.
{\displaystyle \ \rho {\frac {Dh}{Dt}}={\frac {Dp}{Dt}}+\nabla \cdot \left(k\nabla T\right)+\Phi }

Горе, h је специфична енталпија, k је топлотна проводљивост флуида, T је температура, а Φ је функција вискозне дисипације. Функција вискозне дисипације управља брзином којом се механичка енергија струјања претвара у топлоту. Други закон термодинамике захтева да је термин дисипације увек позитиван: вискозитет не може да створи енергију унутар контролне запремине. Израз на левој страни је материјални дериват.

## Кретање флуида

### Струјне линије
Струјне линије (струјнице) су замишљене линије дуж којих се крећу честице флуида. Струјнице можемо тачније дефинисати као криве линије код којих је тангента у свакој тачки флуида колинеарна са вектором брзине. Струјнице у ствари служе за описивање тренутног распореда брзина делића флуида.

### Стационарно струјање
Стационарно струјање је струјање када се свака честица флуида која се нађе у некој струјној линији наставља да се креће у правцу струјнице као и претходна честица, тј. ако се слика струјница у току времена не мења. Код стационарног струјања, струјнице се не мењају у току времена и поклапају се са путањом честица флуида. Ако постоји стационарни ток, то не значи да се брзина једне честице флуида неће променити у различитим тачкама струјнице. Управо закривљене линије описују те промене.
Било који флуид може протицати (струјати) стационарно ако су испуњени општи услови:
1. брзина је довољно мала и
2. препреке су такве да не узрокују превише нагле промене брзине

Уколико ови услови нису испуњени, протицање флуида знатно је сложеније и то струјање називамо турбулентно.
Облик струјних линија зависи од тога ког је тело облика, тако да то доводи до тога да ће струјне линије имати најправилнији облик код тела у облику рибе/авионског крила, док код тела у облику лопте струјнице имају потпуно другачији облик. Наиме, иза тела настају турбуленције (вртлози) тако да то чини да струјнице више нису паралелне. Највећи вртлози настају код кретања равне плоче.

### Струјна цев
Струјна цев је део флуида који је ограничен струјницама. Из тога следи да честице флуида нису у могућности да пролазе кроз омотач струјне цеви тако да се број делића у цеви не мења (остаје сталан).

## Идеални флуид
Идеални флуид је најједноставнији модел идеализације у многим проблемима динамике флуида. Идеални флуид се дефинише као непрекидна, неуништива средина која се креће се без унутрашњег трења. Код идеалног флуида, запреминска маса се такође не мења, тј. остаје стална. У најужем смислу речи, то је непрекидна средина која поседује следећа својства: не постоји унутрашње трење међу слојевима (вискозност) и нестишљива је.
Појам идеалног флуида се разликује од појма идеалног гаса. Модел идеалног гаса изражава дисконтинуалност, честичну структуру гаса. Њиме се гас представља као скуп огромног броја молекула, који се замишљају као идеално еластичне честице које узајамно делују само у директним међусобним сударима и ударима о зидове суда.

### Кретање идеалног флуида
Кретање идеалног флуида карактеришу четири основна макроскопска параметра: густина, притисак, температура и брзина делића флуида. У овом случају под појмом „делић“ подразумева се део супстанције обухваћене елементарном запремином, чије се димензије у одређеним односима могу занемарити.
Стационарно протицање је најједноставнији облик кретања флуида. Код стационарног протицања нема нагомилавања делића флуида, нити њиховог вртложног кретања.
Стање стационарног струјања је стање у којем се идеалан флуид налази ако се у некој тачки простора (унутар цеви кроз коју протиче идеалан флуид) брзине честице не мењају у току времена. Кад је струјање идеалног флуида у питању, оно је увек стационарно јер је унутрашње трење тог струјања важан предуслов за стварање вртлога. При томе, брзина кретања честице може бити различита од тачке до тачке дуж њене путање. Међутим, у било којој тачки простора брзине свих честица које прођу кроз ту тачку су једнаке. Ако се, пак, ови параметри мењају у току времена у датој тачки, онда је кретање флуида нестационарно.

## Реални флуид
У реалним флуидима увек постоји унутрашње трење које је последица међумолекуларних привлачних сила. Деловање овог трења на законитост кретања зависи од врсте флуида као и од осталих услова кретања. По правилу: са повећањем брзине кретања, повећаће се и ефекат трења неуништивог флуида.

## Једначина континуитета
Флуид који се испитује мора бити нестишљив, односно густина мора бити независна од вредности притиска у флуиду, а брзина флуида у датој тачки простора мора бити иста за све честице флуида које кроз њу пролазе. На тај начин, флуид је идеалан, а стање у ком се он налази је стационарно струјање. Линије дуж којих се честице флуида крећу називају се струјне линије. Део флуида ограничен двема струјним линијама назива се струјна цев.
Као што је приказано на слици 1, постоји струјна цев и у двема тачкама (1 и 2) по један попречни пресек површине S1 и S2. ν1 и ν2 су брзине на осама ових попречних пресека. Ако је густина флуида у свакој тачки иста, онда ће кроз оба пресека струјне цеви за исто време протећи иста количина флуида. На тај начин се обезбеђује да је маса флуида који протекне кроз S1 једнака маси флуида који протекне кроз S2. За време ∆τ кроз пресек S1 проструји флуид масе ∆m, а за исто време кроз пресек S2 проструји флуид исте масе ∆m. Пошто је ∆m=ρSνΔτ (где је ρ – густина флуида), када се масе у ова два пресека упореде, добија се: ρS1ν1Δτ=ρS2ν2Δτ, а после скраћивања: S1ν1=S2ν2. Из ове једначине се изводи њен другачији облик: ν1/ν2=S2/S1. Одатле је јасно да је однос брзина протицања флуида кроз два различита пресека обрнуто сразмеран односу површина тих пресека.

## Бернулијева једначина
На слици број 2 приказана је струјна цев која је под утицајем Земљине теже, а крајеви цеви су на различитим висинама и имају различите вредности површина попречних пресека. На флуид масе Δm утиче притисак p1 и притисак p2. Пошто је p1>p2, флуид ће се кретати у правцу деловања притиска p1 и то у тачки 1 са попречним пресеком S1, брзином ν1, а у тачки 2 са попречним пресеком S2, брзином ν2. По овим вредностима, рад силе притиска у тачки 1 је А1=p1S1Δl1 и у тачки 2 А2=p2S2Δl2, односно А1=p1ΔV1 и А2=p2ΔV2. Према једначини континуитета ΔV1=ΔV2=ΔV=Δm/ρ, па је онда А1=p1ΔV, а А2=p2ΔV. Пошто је p1>p2 онда следи да је А1>А2.
{\displaystyle A_{1}-A_{2}=(p_{1}-p_{2})\Delta V}
Разлика рада силе притисака у тачкама 1 и 2 је једнака промени укупне енергије тј. разлици кинетичке и гравитационе потенцијалне енергије у тачки 1 и 2. Пошто је извршен неки рад да би се флуид довео из тачке 1 у тачку 2, онда је јасно да је у тачки 2 већа вредност енергије флуида. Због тога једначина гласи овако:
(p1-p2)ΔV=1/2∆mν2^2+∆mgh2-(1/2∆mν1^2+∆mgh1)
После сређивања, преуређивања чланова и дељења једначине са ∆V, узимајући у обзир да је ∆m/∆V=ρ, једначина добија облик:
p1+1/2ρν1^2+ρgh1=p2+1/2ρν2^2+ρgh2
Из ове једначине се коначно добија Бернулијева једначина у облику:
{\displaystyle p+\rho gh+{\frac {1}{2}}\rho v^{2}=const.}
У Бернулијевој једначини постоје 3 члана:
p – статички притисак (потенцијална енергија силе притиска у јединици запремине)
ρgh – висински притисак (гравитациона потенцијална енергија јединице запремине течности)
1/2ρν^2 – динамички притисак (кинетичка енергија јединице запремине течности)
Речима исказана, Бернулијева једначина гласи:
При стационарном протицању идеалне нестишљиве течности кроз струјне цеви, укупни притисак који је једнак суми статичког, висинског и динамичког притиска, остаје константан у сваком попречном пресеку струјне цеви.
Специфичан случај се јавља код равних, хоризонталних цеви где је висина ∆h=0. Онда је:
p+1/2ρν^2=const.
Постоји пуно једноставних, очигледних и занимљивих доказа за овај принцип:
У народу постоји једна пословица: „Тиха вода брег рони.“ Тако сажето срочена, ова реченица звучи бесмислено, али посматрано са гледишта динамике флуида ова тврдња је потпуно оправдана. Опште је познато да брзе планинске реке имају уска корита, док равничарске, које су споре, имају шири ток. Та појава је управо и доказ за Бернулијев принцип. Река се понаша као флуид и када се за њу напише ова једначина, она има чланове:
p – притисак флуида (реке) на обале;
1/2ρν^2 – брзину тока, помножену са половином густине воде;
док је трећи члан једнак нули јер се равничарска река понаша као хоризонтална цев и онда нема висинске разлике. У овом случају једначина има облик:
p+1/2ρν^2=const.
Пошто је густина ρ константна вредност, могуће је мењати само притисак p и брзину ν и то на тај начин да, ако је брзина повећана, притисак је умањен, а ако је висока вредност притиска, онда је брзина мала. Тако, равничарска река тече споро, али снажно притиска обале које временом попуштају под статичким притиском.